# جورج إدوين لورد
جورج إدوين لورد (بالإنجليزية: George Edwin Lord)‏ هو طبيب عسكري وجراح أمريكي، ولد في 17 فبراير 1846 في برونزويك في الولايات المتحدة، وتوفي في 25 يونيو 1876 في مونتانا في الولايات المتحدة بسبب قتل في المعركة.